# Grazina-de-trindade
Grazina-de-trindade, freira-de-trindade ou pardela-de-trindade (nome científico: Pterodroma arminjoniana) é uma espécie de ave marinha da família dos procelariídeos (Procellariidae).

## Distribuição e habitat
A grazina-de-trindade utiliza a ilha da Trindade, na costa do Espírito Santo, como zona de nidificação. Na década de 1990, estimou-se que a população em Trindade podia ser de dois a cinco mil indivíduos, mas estudos recentes sugerem que é tão baixa quanto 1130 casais reprodutores. Revoadas foram avistadas nos picos do Túnel, Pão de Açúcar, Farilhões e Crista de Galo. Também houve avistamentos ao largo dos Açores e nas ilhas de Cabo Verde. Pode migrar ao Atlântico Norte durante o inverno e forrageia em águas profundas desde a linha do equador até 34°S. Uma população foi avistada nidificando na ilha Redonda, 22 quilômetros ao norte de Maurícia, no oceano Índico.

## Reprodução
A grazina-de-trindade ocupa Trindade durante todo o ano, onde se reproduz em dois períodos bem definidos com alguma sobreposição e aparente fidelidade de indivíduos em um período. Os ninhos são feitos em fendas e outras cavidades de falésias nas partes mais altas da ilha, bem como ao nível do mar. Seu maior pico de postura ocorre entre outubro e abril.

## Conservação
No passado, foi severamente afetada pela presença de mamíferos invasores, como os gatos ferais, que dizimaram as populações de aves marinhas em Trindade até a erradicação deles na década de 1990. Por sua vez, cabras e porcos desnudaram a vegetação insular, o que degradou o habitat da espécie até sua erradicação em 2004 e 1965, respectivamente. Atualmente a maior ameaça em potencial à grazina-de-trindade são as atividades antrópicas na ilha, sobretudo da marinha do Brasil que tem planos de construir uma base aérea na ilha, bem como turbinas eólicas experimentais. Apesar dos riscos, sua população foi considerada como estável, o que permitiu sua classificação, na Lista Vermelha da União Internacional para a Conservação da Natureza (UICN / IUCN), como vulnerável.
Em 2005, foi classificado como em perigo na Lista de Espécies da Fauna Ameaçadas do Espírito Santo; e em 2014 e 2018, respectivamente, como criticamente em perigo no Livro Vermelho da Fauna Brasileira Ameaçada de Extinção e na Lista Vermelha do Livro Vermelho da Fauna Brasileira Ameaçada de Extinção do Instituto Chico Mendes de Conservação da Biodiversidade (ICMBio).